# مسجد سعد أخو ناهض
مسجد سعد أخو ناهض (مسجد بورسلي) هو أحد المساجد التراثية المميزة في منطقة الشرق في دولة الكويت، يقع على شارع الخليج العربي  بجوار المرسم الحر قرب سوق شرق بجوار المستشفى الأميري - مدينة الكويت ، وقد أنشئ هذا المسجد عام 1335هـ الموافق عام 1916 م وجدد أول مرة في 1373هـ الموافق 1954م ومنذ ذلك التاريخ قامت وزارة الأوقاف والشؤون الإسلامية ببعض الإصلاحات والتعديلات اللازمة للتجديد وذلك على فترات مختلفة إلى أن قامت الأمانة العامة للأوقاف بعمل الإصلاح والترميم وتعديل الوضع المعماري للمسجد لإعادته إلى صورته الأصلية التي كان عليها سابقاً.

## بناء المسجد
ذكر الشيخ محمد بن محمد صالح التركيت - إمام مسجد المطبة ، ان والدته اوصت ببناء مسجد من ثلث مالها فقام والده الشيخ محمد صالح التركيت ، وهو الوصي بشراء ارض من السيد صالح البصيري في فريج بورسلي لإقامة مسجد عليها، ولما علم الحاج شملان بن علي بن سيف الرومي، وكان وكيلاً لسعد الناهض بهذا العمل المبارك، ساهم بثلث سعد الناهض ثم تولى والده بناء المسجد عام 1330 هـ الموافق 1916م.

## تجديدات المسجد
أعادت بناءه دائرة الأوقاف العامة في 27 من ربيع الأول 1373هـ الموافق 31 يناير 1954 وقد بلغت تكلفة ذلك (130275.00 روبية) وأخيراً قامت الأمانة العامة للأوقاف عام 1423هـ - 2002م بترميم المسجد من جديد. وصف المسجد: للمسجد ثلاثة أبواب: يطل الشمالي منها على شارع الخليج، وأما الجنوبي والشرقي فعلى (الفريج)، وإذا دخلت من أحد هذه الأبواب الثلاثة وجدت ساحة واسعة على جانبها الشرقي تقع دورة المياه، وعلى جانبها الغربي يقع حرم المسجد، وقد أقيم على تسعة عشر عموداً، ويتسع لثلاثمئة وخلوته لها تسعة أبواب وله مئذنة سامقة ارتفاعها 25 متراً تقريباً تتكون من ثلاث حطات الأولى مربعة والثانية مثمنة ثم الجزء الأخير أسطواني ويعلوه قبة مخروطية تنتهي بالهلال.